# 瓦西里·扎哈罗夫
瓦西里·格奥尔基耶维奇·扎哈罗夫（俄语：Василий Георгиевич Захаров，1934年1月5日—2023年10月17日），苏联经济学家、政治人物，曾任苏联文化部部长。第十届、第十一届苏联最高苏维埃代表。

## 生平
1957年毕业于列宁格勒国立大学，在托木斯克理工学院政治经济系担任助教。1963年调入列宁格勒工艺学院任教。1964年加入苏联共产党。1973年调入苏共列宁格勒州委工作，历任宣传鼓动部部长、州委书记处书记。1983年调至莫斯科，任苏共中央宣传鼓动部第一副部长。1986年1月，任苏共莫斯科市委第二书记。1986年8月，任苏联文化部部长。1989年8月，任俄罗斯苏维埃联邦社会主义共和国部长会议副主席。

## 社会职务
- 苏联共产党中央委员会委员（1986年－1990年）
- 第十一届俄罗斯苏维埃联邦社会主义共和国最高苏维埃代表

## 荣誉
- 劳动红旗勋章
- 人民友谊勋章